# زبان تصریفی
زبان تصریفی گونه‌ای از زبان ترکیبی است که با زبان پیوندی از نظر گرایش به استفاده از تکواژ تصریفی برای نشان دادن چندین ویژگی دستوری، نحوی یا معنایی متفاوت است. برای نمونه فعل اسپانیایی comer («خوردن») دارای صیغه اول شخص مفرد گذشته comí («خوردم») است؛ پسوند -í هم نشان‌دهنده اول شخص مفرد است و هم نشان دهنده زمان گذشته، و دارای دو وند مجزا برای هر ویژگی نیست.
نمونه‌های زبان‌های هندواروپایی تصریفی شامل کشمیری، سانسکریت، پشتو، =زبان‌های هندوآریایی نو همانند پنجابی، هندوستانی،  بنگالی; یونانی (کلاسیک و نوین)، لاتین، ایتالیایی، فرانسوی، اسپانیایی، پرتغالی، رومانیایی، ایرلندی، آلمانی، فارویی، ایسلندی، آلبانیایی و همه زبان‌های بالتواسلاوی هستند. زبان‌های قفقازی شمال شرقی نیز کمی تصریفی می‌باشند.
زبان‌های سامی دیگر گروه شناخته‌شده زبان‌های تصریفی هستند؛ هرچند، عبری نوین بیشتر از عبری توراتی از نظر فعل و اسم تحلیلی است. گونه‌های عامیانه عربی بیشتر از زبان معیار تحلیلی هستند، و همه صرف‌های اسمی خود و در موارد بسیاری صرف‌های فعلی خود را از دست داده‌اند.
سطح کمی از تصریف در زبان‌های اورالی، همانند مجاری، استونیایی، فنلاندی و سامی (همانند سامی اسکولت)، وجود دارد چرا که آن‌ها بیشتر پیوندی هستند. ناواهو نیز به دلیل نحو پیچیده و جدانشدنی فعلی زبانی تصریفی است که برای زبان‌های بومی آمریکای شمالی غیرعادی به نظر می‌رسد.
نمودی از تصریفی بودن در واژه لاتین bonus («خوب») آمده‌است. -us در پایان نشان‌دهنده جنس مذکر، حالت نهادی و شمار مفرد است. برای تغییر هر یک از این ویژگی‌ها نیاز به تغییر پسوند -us با چیزی دیگر دارد. در حالت bonum، -um نشان‌دهنده مفرد مذکر مفعولی، مفرد خنثای مفعولی یا مفرد خنثای نهادی است.